# Ганс-Юрг Шільд
Ганс-Юрг Шільд (нім. Hans-Jürg Schild; 13 травня 1920, Йоганнісбург — ?) — німецький офіцер-підводник, оберлейтенант-цур-зее крігсмаріне.

## Біографія
1 жовтня 1938 року вступив на флот. З травня 1940 року служив на важкому крейсері «Адмірал Гіппер». З травня 1941 року — командир взводу на навчальному кораблі «Шлезвіг-Гольштейн». З травня 1942 року — прапор-лейтенант в навчальному з'єднанні флоту. З грудня 1942 року — командир взводу на легкому крейсері «Кельн». В березні-серпні 1943 року пройшов курс підводника, в серпні-жовтні — командирську практику в 27-й флотилії. З 20 листопада 1943 по 3 травня 1945 року — командир підводного човна U-924.

## Звання
- Кандидат в офіцери (1 жовтня 1938)
- Морський кадет (1 липня 1939)
- Фенріх-цур-зее (1 грудня 1939)
- Оберфенріх-цур-зее (1 листопада 1940)
- Лейтенант-цур-зее (1 липня 1941)
- Оберлейтенант-цур-зее (1 квітня 1943)